# Антония (певица)
Вижте пояснителната страница за други личности с името Антония.
Антония Клара Якобеску (родена на 12 април 1989 г. в Букурещ, Румъния), по-известна като Антония, е румънска певица и модел.
През 2010 г., заедно с диджея Том Боксър, записва песента „Morena“, която заема първите места в музикални класации в България, Румъния и Полша и влиза в класациите Топ-10 на песни в Израел и Унгария.

## Биография
Антония на 5-годишна възраст имигрира със семейството си в САЩ, където живее първо в щата Юта, а след това в Лас Вегас (щ. Невада). Там завършва гимназия и започва кариера на модел на 10-годишна възраст, като работи заедно с агенции като Ford Models и Lenz. Семейството се преселва обратно в Румъния през 2008 г.
След дебюта си на модната сцена Антония участва в каталози и реклами. Тя е лице на Avon и Lipton Ice Tea. Снима се в реклама за омекотител за бельо Coccolino със сина си Доминик. Снима се в реклами за Vodafone заедно с известния румънски видео блогър BRomania. Пуска своя собствена линия дрехи, наречена MOJA, през 2013 г.
Омъжена е за италианския бизнесмен Винченцо Кастелано, който е роден на 5 юни 1987 г. На 28 август 2010 г. Антония и Винченцо имат дъщеря, която се казва Мая Росария Кастелано. Те се разделят през 2011 г. В началото на 2014 г. Антония е с настоящия си партньор певецът Алекс Велея, те имат син Доминик, роден на 27 декември 2014 г. На 7 декември 2016 г. на двойката се ражда най-малкия си син Аким.

## Музикална кариера
След завръщането си в Румъния Антония се запознава с продуцента Том Боксър, с когото записва песента „Roses on Fire“, както и „Morena“ през 2009 г. Видеоклипът към песента „Морена“ излиза на 11 януари 2010 г., след което тя веднага заема първите места в класациите в България, Полша и Румъния и влиза в челната десетка в музикални класации в Унгария и Израел.
След успеха Антония и Том записват песента „Shake it Mamma“, „Marionette“ и „Jameia“. Видеото към песента „Shake it Mamma“ също има успех.
На 17 април 2015 г. излиза дебютният ѝ албум „This is Antonia“ на румънския лейбъл Roton. Албумът включва 12 песни, издадени по-рано, както и 2 нови: „Painkiller“ и „Party“. През ноември 2015 г. излиза англоезичният сингъл „Dream About My Face“. Приятел на Антония, Джеси Мей взема участие в снимките на видеоклипа към този сингъл.
През февруари 2016 г. излиза сингълът и видеоклипът „Greşesc“. Песента се пее на румънски. През април Антония зарадва феновете си със сингъла на румънски „Vorbeşte Lumea“. Записан е в жанр, различен от останалите песни на певицата. В песента и видеото можем да видим присъствието на Алекс Вели, гадже на Антония и известен румънски изпълнител.
През май 2016 г. излиза сингълът „Suna-ma“, в който участват Carla's Dreams. Песента е включена в албума на Carla's Dreams NGOC, който излиза през пролетта на 2016 г. Английският сингъл и музикален видеоклип „Get Up And Dance“, с участието на Achii, излиза на 27 септември 2016 г. През 2016 г. Антония обещава да пусне песента „Beautiful Disaster“.
На 15 януари 2017 г. Антония представя сингъл на румънски – „Dor de Tine“. На 20 юни Антония пуска още един сингъл на румънски „Iubirea Mea", записан с участието на Алекс Велея. А на 20 октомври певицата зарадва феновете си с поредния сингъл на родния си език – „Amya“. Скоро след това Антония планира да издаде англоезичния сингъл „Tango", основното заснемане на видеото към което се провежда през август 2017 г.
На 16 януари 2018 г. зарадва феновете си с песента „Adio“, записана заедно с румънския рапър Connect-R.
Антония е сред участниците в румънската супергрупа GGirls, освен Инна, Ларис и Лори.

## Дискография

### Студийни албуми
- 2015 – This Is Antonia

### Сингли
- 2010 – „Morena“ (с участието на Tom Boxer)
- 2011 – „Shake It Mamma“ (с участието на Tom Boxer)
- 2011 – „Marionette“
- 2012 – „Jameia“ (с участието на Sky MansorY)
- 2013 – „Marabou“ (с участието на Sky MansorY)
- 2013 – „Hurricane“ (с участието на Puya)
- 2014 – „Wild Horses“ (с участието на Jay Sean)
- 2015 – „Chica Loca“
- 2015 – „Dream About My Face“
- 2016 – „Greşesc“
- 2016 – „Vorbeşte Lumea“
- 2016 – „Get Up & Dance“ (с участието на Achi)
- 2017 – „Dor de Tine“
- 2017 – „Iubirea Mea“
- 2017 – „Amya“
- 2018 – „Adio“ (с участието на Connect-R)
- 2018 – „Tango“
- 2018 – „Hotel Lounge“
- 2018 – „Matame“
- 2019 – „Touch Me“
- 2019 – „Trika Trika“ (с участието на Фейди)
- 2020 – „Lie I Tell Myself“
- 2020 – „Como ¡Ay!“
- 2020 – „Rebound“

### Промо сингли
- 2009 – „Roses On Fire“ (с участием Tom Boxer & Pink Room)
- 2011 – „Pleacă“ (с участием Vunk)
- 2014 – „Fie Ce-o Fi“ (с участием Dara, Inna & Carla's Dreams)